# 1923 en Belgique
Chronologie de la Belgique
- 1919
- 1920
- 1921
- 1922
- 1923
- 1924
- 1925
- 1926
- 1927

Cette page recense des événements qui se sont produits durant l'année 1923 en Belgique.

## Chronologie
- 6 janvier : le gouvernement belge décide de prendre part à l'occupation de la Ruhr aux côtés des Français[1].
- 11 janvier : début de l'occupation de la Ruhr. Un contingent militaire belge, qui atteindra jusqu'à 7 500 hommes, est envoyé en Allemagne[1].
- 23 mai: fondation de la « Société anonyme belge d’exploitation de la navigation aérienne » (SABENA), compagnie aérienne nationale.
- Juin 1923 : l'université de Gand est partiellement « néerlandisée ». La langue administrative reste le français, mais une partie des cours y seront désormais dispensés en néerlandais[2].
- 24 novembre : naissance de la première station de radio belge, Radio Bruxelles.

## Culture

### Architecture

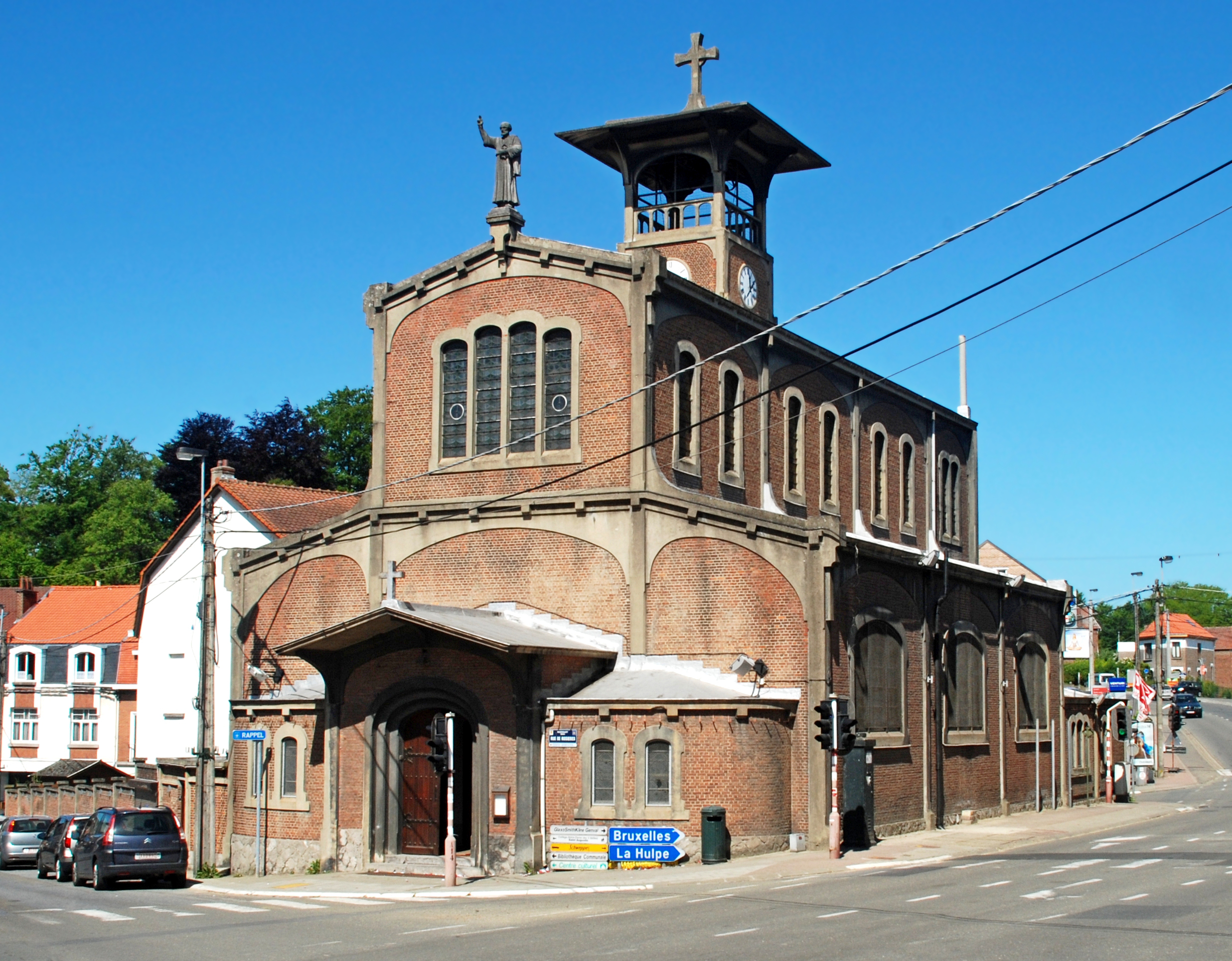
Église Saint-Pierre de Maubroux à Genval (Modernisme).

### Cinéma
- La Garçonne, film muet d'Armand Du Plessy.
- Verdwaalde zielen, court métrage de Victor Beng et Antoine Laureys.

### Littérature
- Cavalier seul, roman de Herman Closson[3].
- Collines, recueil de René Verboom[4].
- Les Délectations moroses, recueil de Max Elskamp[5].
- La Rédemption de Mars, roman de Pierre Nothomb[6].

### Musique
- Six sonates pour violon seul d'Eugène Ysaÿe.

## Sports
Du 7 au 11 mars : championnat d'Europe de hockey sur glace à Anvers.

## Naissances
- 24 février : Frédéric Kiesel, poète, écrivain et journaliste († 15 février 2007).
- 17 avril : Jacques Sternberg, auteur de science-fiction franco-belge († 11 octobre 2006).
- 5 juillet : Gustaaf Joos, cardinal († 2 novembre 2004).
- 13 novembre : Roger Somville, peintre († 31 mars 2014).
- 1er décembre : Morris, dessinateur de bande dessinée († 17 juillet 2001).

## Décès
- 26 février : Léon Janssen, homme d'affaires (° 21 mars 1849).
- 14 septembre : Pierre Langerock, architecte (° 19 septembre 1859).